# 9349 Lucas
A 9349 Lucas (ideiglenes jelöléssel 1991 SX) a Naprendszer kisbolygóövében található aszteroida. Robert H. McNaught fedezte fel 1991. szeptember 30-án.